# Bầu cử tổng thống Israel, 2014
Cuộc bầu cử tổng thống gián tiếp được tổ chức tại Israel ngày 10 tháng 6 năm 2014. Kết quả là một chiến thắng cho Reuven Rivlin của Likud. Rivlin sẽ được tuyên thệ nhậm chức vào ngày 24 tháng 7 năm 2014.

## Bối cảnh
Tổng thống đương nhiệm Shimon Peres tuyên bố rằng ông sẽ không tranh cử nhiệm kỳ thứ hai, mặc dù một cuộc thăm dò ý kiến cho thấy 63% người Israel muốn ông ở lại trong văn phòng. Một thuật ngữ thứ hai sẽ yêu cầu thay đổi trong pháp luật, như Luật cơ bản trên giấy phép tổng thống chỉ có một nhiệm kỳ.
Trong tháng 11 năm 2013, Tổng chưởng lý Yehuda Weinstein đã tuyên bố rằng các ứng cử viên sẽ bị cấm huy động vốn để tài trợ cho chiến dịch của họ.